# Вакцинація проти COVID-19 у Того
Вакцинація проти COVID-19 у Того — це кампанія масової імунізації населення Того проти COVID-19 під час пандемії коронавірусної хвороби. Вакцинальна кампанія в країні офіційно розпочалась 10 березня 2021 року, спочатку зі 156 тисяч доз вакцини Oxford–AstraZeneca проти COVID-19, доставлених через COVAX, і 140 тисяч доз тієї ж вакцини, яку Демократична Республіка Конго не змогла використати до закінчення терміну придатності. Першою вакцинованою особою стала прем'єр-міністр і міністр охорони здоров'я та соціальних питань Вікторія Томега Догбе.
На кінець березня 2021 року в країні було повністю вакциновано 57990 осіб; 180990 до кінця квітня; 318666 до кінця травня; 347246 до кінця червня; 474776 до кінця липня; 535518 до кінця серпня; 1,1 мільйона до кінця вересня; 1,4 мільйона до кінця жовтня; 1,7 мільйона до кінця листопада; 2,4 мільйона до кінця грудня 2021 року; 2,5 мільйона до кінця січня 2022 року; 2,7 мільйона до кінця лютого 2022 року; 3,3 мільйона до кінця квітня 2022 року. 30 % цільового населення було повністю вакциновано до кінця 2021 року.